# 다네다 하루히
다네다 하루히(일본어: 種田 陽, 2005년 4월 28일~)는 일본의 축구 선수이다.

## 구단 경력
그는 2024년 J3리그의 오미야 아르디자에 입단했다.